# Midland Township (Missouri)
Die Midland Township ist eine von 28 Townships im St. Louis County im Osten des US-amerikanischen Bundesstaates Missouri und Bestandteil der Metropolregion Greater St. Louis. Das U.S. Census Bureau hat bei der Volkszählung 2020 eine Einwohnerzahl von 34.194 ermittelt.

## Geografie
Die Midland Township liegt im westlichen Vorortbereich von St. Louis rund fünf Kilometer südöstlich des Missouri River. Der Mississippi, der die Grenze zu Illinois bildet, befindet sich rund 15 km östlich der Midland Township.
Die Midland Township liegt auf 38° 42′ N, 90° 22′ W und erstreckt sich über 23,3 km².
Die Midland Township liegt im nördlichen Zentrum des St. Louis County und grenzt im Norden an die Airport Township, im Osten an die Normandy Township, im Südosten an die University Township, im Süden an die Creve Coeur Township sowie im Westen an die Maryland Heights Township.

## Verkehr
Die Interstate 170, die westliche innere Umgehungsstraße von St. Louis, führt in Nord-Süd-Richtung durch das Zentrum der Midland Township. Durch den Westen der Township verläuft parallel dazu der U.S. Highway 67. Die Missouri State Route 180 bildet überwiegend die nordöstliche Begrenzung der Townschip. Bei allen weiteren Straßen innerhalb der Township handelt es sich um innerstädtische Verbindungsstraßen.
Im West-Ost-Richtung verläuft eine Eisenbahnlinie der Union Pacific Railroad durch das Gebiet der Midland Township, die auch von den Personenfernzügen von Amtrak genutzt wird.
Der Lambert-Saint Louis International Airport liegt rund sieben Kilometer nördlich der Midland Township.

## Demografische Daten
Nach der Volkszählung im Jahr 2010 lebten in der Midland Township 34.636 Menschen in 14.295 Haushalten. Die Bevölkerungsdichte betrug 1486,5 Einwohner pro Quadratkilometer. In den 14.295 Haushalten lebten statistisch je 2,4 Personen.
Ethnisch betrachtet setzte sich die Bevölkerung zusammen aus 67,1 Prozent Weißen, 23,1 Prozent Afroamerikanern, 0,4 Prozent amerikanischen Ureinwohnern, 2,7 Prozent Asiaten sowie 3,8 Prozent aus anderen ethnischen Gruppen; 3,0 Prozent stammten von zwei oder mehr Ethnien ab. Unabhängig von der ethnischen Zugehörigkeit waren 7,8 Prozent der Bevölkerung spanischer oder lateinamerikanischer Abstammung.
23,2 Prozent der Bevölkerung waren unter 18 Jahre alt, 64,8 Prozent waren zwischen 18 und 64 und 12,0 Prozent waren 65 Jahre oder älter. 51,2 Prozent der Bevölkerung war weiblich.
Das mittlere jährliche Einkommen eines Haushalts lag bei 40.940 USD. Das Pro-Kopf-Einkommen betrug 20.622 USD. 15,3 Prozent der Einwohner lebten unterhalb der Armutsgrenze.

## Ortschaften
Die Bevölkerung der Midland Township lebt in folgenden Ortschaften:
Citys
| - Breckenridge Hills1 - Charlack - Maryland Heights2 - Overland3 | - St. Ann4 - St. John5 - Vinita Park |

Villages
- Bel-Ridge5
- Sycamore Hills

Unincorporated Community
- Ascalon

1 – teilweise in der Airport Township

2 – überwiegend in der Maryland Heights Township, teilweise in der Northwest, Airport, Creve Coeur und der Chesterfield Township

3 – teilweise in der Creve Coeur Township

4 – überwiegend in der Airport Township

5 – teilweise in der Airport und der Normandy Township